# Acanthobrahmaea europaea
Acanthobrahmaea europaea (tên tiếng Anh: European Owl Moth) là một loài bướm đêm thuộc họ Brahmaeidae.
Sản cánh dài từ 65–80 mm.

Range

Chúng chỉ được tìm thấy ở miền nam Ý. Nơi sinh sống của chúng bao gồm rừng có các loại cây ở mọc ở độ cao từ 250-850 mét. Acanthobrahmaea europaea hoạt động về đêm.
Vào thời kỳ bay lần đầu (tháng 3-4), chúng bay khi nhiệt độ ở điểm đóng băng. Trứng nở vào cuối tháng 3 và tháng 4. Sâu ăn các loại cây Ligustrum và Fraxinus.